# 過度旅遊

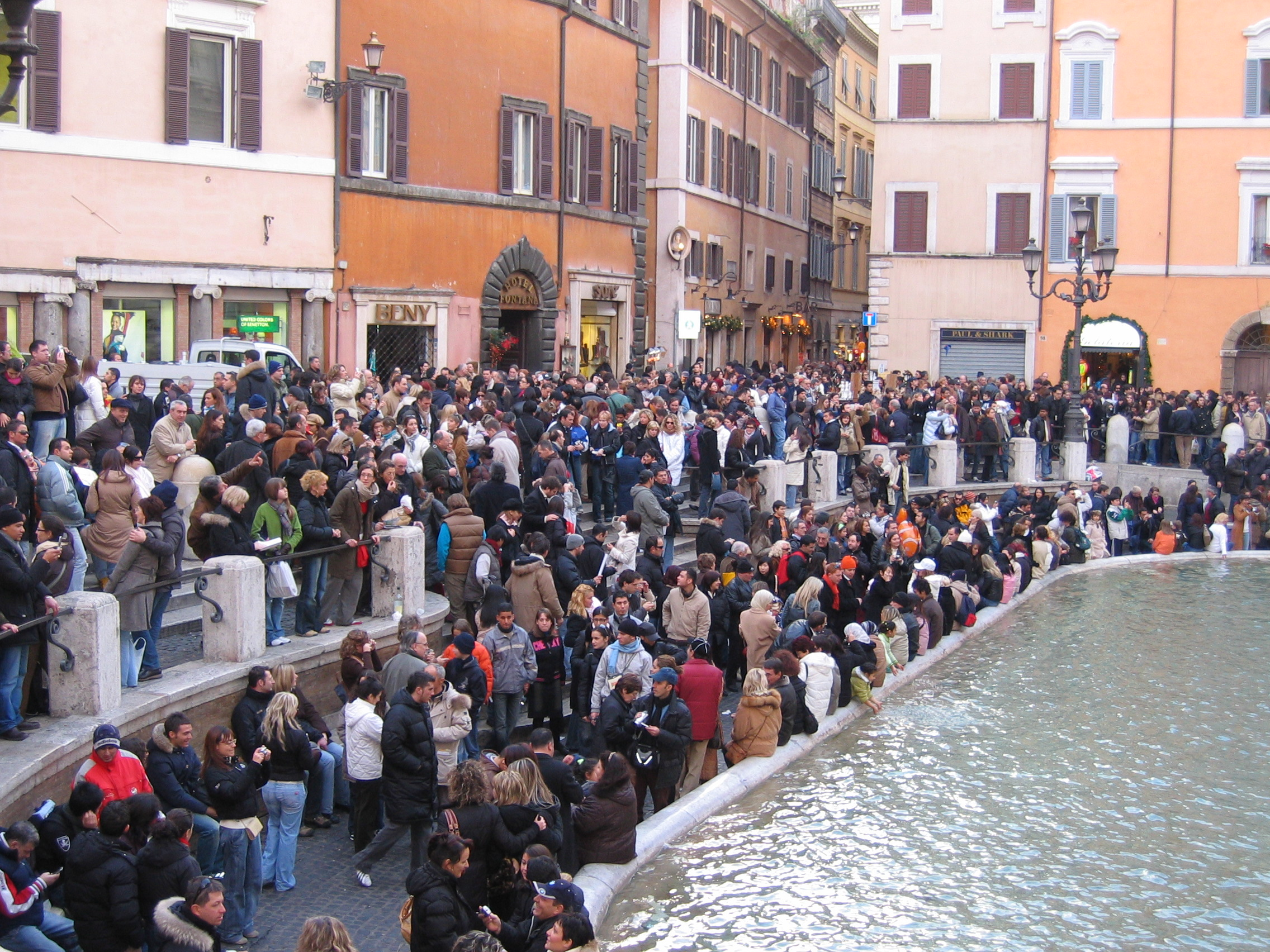
羅馬旅遊景點特雷維噴泉附近的人潮

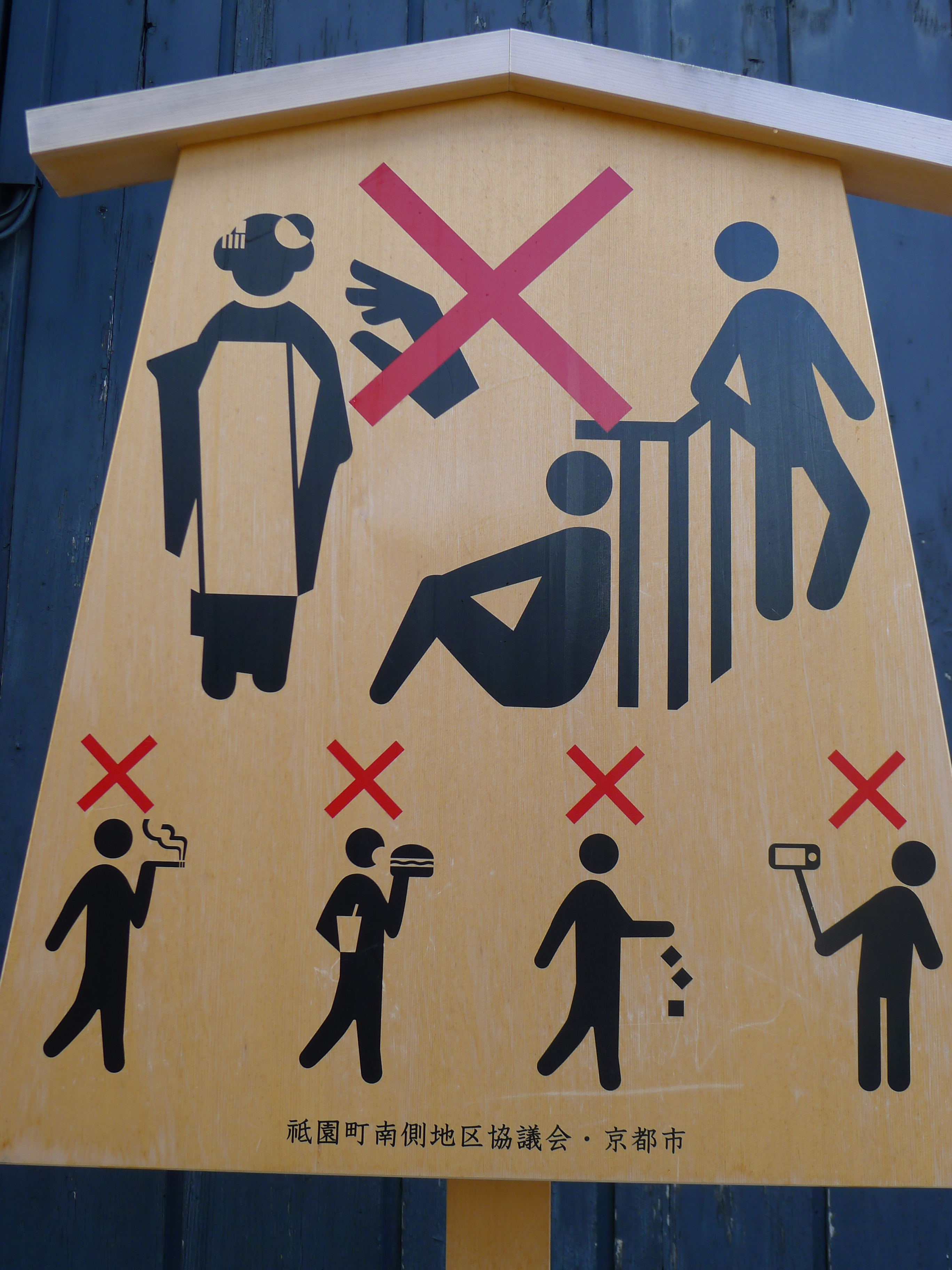
京都八坂神社悬挂的游客注意事项

過度旅遊（Overtourism），日本称“观光公害”，是指旅遊人數過多，造成過度擁擠或堵塞，因此影響當地生活的情形。
根據聯合國世界旅遊組織（UNWTO, 2018）的定義，是「旅遊對目的地或其部分地區的影響，以過度負面的方式，影響市民的感知生活質量（Perceived Quality of Life）和／或遊客體驗質量」。。依照此定義，過度旅遊可以從旅遊對當地人生活影響的角度來觀察，也可以用大量遊客對旅遊客的滋擾來觀察。
在2017年之前，人們很少會使用「過度旅遊」（Overtourism）此一詞語，不過現在已是最常用來描述旅遊造成負面影響的詞語。

## 影響

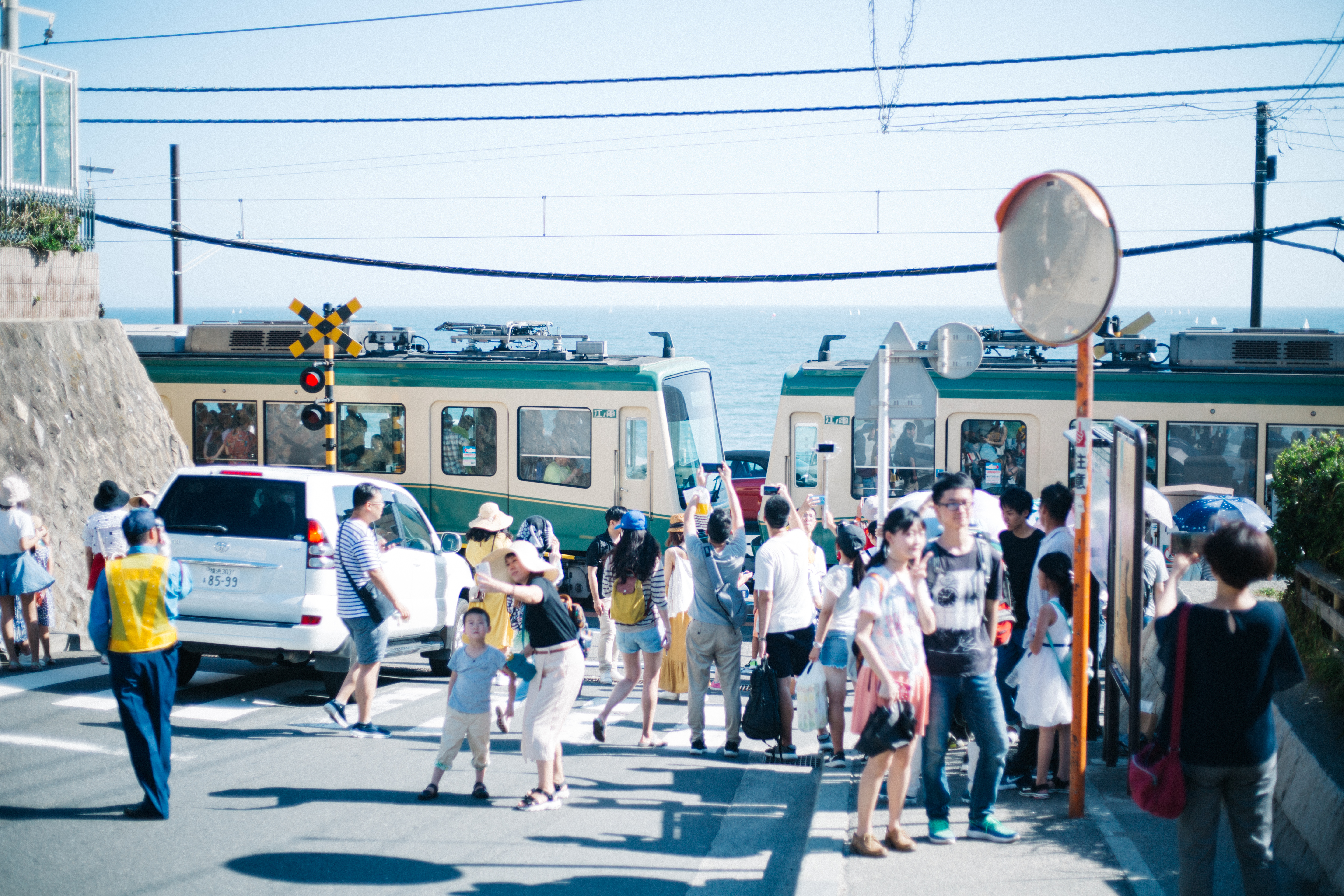
《灌籃高手》粉絲在江之島電鐵上一處特定鐵道平交道口集體打卡時阻礙交通

過度旅遊會造成社會衝突與不平等，還會令非法勞工及各種非法商業活動增加，並會影響環境生態。
遊客數量急劇增加會令公共空間很擠擁及不足夠，導致「旅遊投機、場所感消失同遊憩素質下降、地方歸屬及社會文化聯繫斷裂」，亦會造成遊客及該地居民間的衝突，令居民覺得旅遊發展令他們的權利被剝奪，有「幻滅的感覺」。 此外，由于一些旅行社对团队旅游并不合理的安排，部分地区（如北京、香港）不乏大量游客挤占公共交通线路的情况。而公共空間變得擁擠和不舒服也有可能逼使本地人在遊客人數可能上升的日子轉往外遊，並導致了原本不必要的交通負荷。
當地社群亦會覺得外來企業搶走了本來屬於該處的收入，賺了錢就匯往別處。旅遊利潤的分配亦會造成不均。
為迎合遊客喜好，地方文化習俗可能會用被用來娛樂遊客，造成文化剝削及退化。為迎合遊客喜好，生態旅遊亦可能會讓過多遊客進入敏感脆弱地區。
遊客對物種及環境的商品化還會影響物種本來的價值。例如，臺灣牛樟成品往往頗受遊客歡迎，但價值卻遠遠低於該生物存在於本來地方的效益；物種或者部落文化亦會因為商品化而將公共財產私有化，並將社區變做旅遊目的地。
另外因為旅遊需求，地方會興建新設施，例如開闢多些停車場，擴闊道路，升級住宿餐飲設施，這些開發行為與地方整體發展可能並不相關，但卻會帶來污染、大量人潮、交通擠塞、以及垃圾，甚至影響當地人本來擁有的權利。
原本用以鼓勵旅遊的政策亦有可能會帶來無法預期、意料之外的負面影響，例如一簽多行之類的目的本為方便旅遊人員往來的政策，反而可能會被利用，變相方便了從事非法商業活動的人和物流（可以是老闆，也可以是黑工等等），令該等活動變得活躍，並會促進了一些受管制或不達標的物質、商品等的往來（比如某些化學物質含量超標的建材、溶劑、工具、甚至汽油等，尤其是低價、劣質的），對環境以致健康帶來難以評估的影響。

## 另見
- 旅遊
- 旅遊稅

## 延伸閲讀
- 泰國擬將外國遊客免簽證停留期減半至30日-冀打擊非法商業活動
- 過度旅遊擠壓生存空間 西班牙加那利島居民示威
- 珠海女呻香港人長假期迫爆「出門要看香港假期
- 五一．有片｜福田口岸過關須等4小時　內地客直擊憂踩踏︰太恐怖
- 五一｜西貢東壩變垃圾山　環團籲採預約制
- 《旅遊導論》，高中旅遊與款待科課程（中四至中六）學與教資源 ，教育局課程發展處個人、社會及人文教育組出版；頁168-195